# Grand Prix Femenino de la FIDE 2009-11
El Grand Prix Femenino de la FIDE 2009-11 fue una serie de seis torneos de ajedrez exclusivamente para mujeres, que formaron parte del ciclo de clasificación para el Campeonato Mundial Femenino de Ajedrez 2011 . La ganadora del Grand Prix desafiaría a Hou Yifan, campeona mundial femenina de ajedrez de 2010.

## Formato
18 de las mejores jugadoras del mundo fueron seleccionadas para competir en estos torneos. Cada una acepta y se compromete a participar en exactamente cuatro de estos torneos. Ellas ordenaron su preferencia de torneos una vez que se anunció la lista final de ciudades anfitrionas y se asignaron las fechas a cada ciudad anfitriona.
Cada torneo es un torneo de todos contra todos de 12 jugadoras. Luego, se asignaron puntos de gran premio de acuerdo con la posición de cada jugador en el torneo: 160 puntos de gran premio para el primer lugar, 130 para el segundo lugar, 110 para el tercer lugar y luego 90 hasta 10 puntos en pasos de 10. En caso de empate en los puntos, los puntos del gran premio se reparten equitativamente entre los jugadores empatados.
De estos,se tomaron sólo los tres mejores resultados de cada jugadora en consideración. Aquella con más puntos  es la ganadora.

## Participantes
|  | Jugadora             | Método de Clasificación                     | Notas     |
|  | -------------------- | ------------------------------------------- | --------- |
|  | Aleksandra Kosteniuk | Ganadora del Campeonato del Mundo 2008      |           |
|  | Hou Yifan            | Finalista del Campeonato del Mundo 2008     |           |
|  | Pia Cramling         | Semifinalista del Campeonato del Mundo 2008 |           |
|  | Humpy Koneru         | Semifinalista del Campeonato del Mundo 2008 |           |
|  | Judit Polgár         | Rating                                      |           |
|  | Zsuzsa Polgár        | Rating                                      |           |
|  | Xie Jun              | Rating                                      |           |
|  | Zhao Xue             | Rating                                      |           |
|  | Marie Sebag          | Rating                                      |           |
|  | Zhu Chen             | Rating                                      |           |
|  | Antoaneta Stefanova  | Rating                                      | Reemplazo |
|  | Tatiana Kosintseva   | Rating                                      | Reemplazo |
|  | Maia Chiburdanidze   | Rating                                      | Reemplazo |
|  | Xu Yuhua             | Rating                                      | Reemplazo |
|  | Nana Dzagnidze       | Nominada                                    |           |
|  | Elina Danielian      | Nominada                                    |           |
|  | Betul Cemre Yildiz   | Invitada                                    |           |
|  | Shen Yang            | Invitada                                    |           |
|  | Zeinab Mamedyarova   | Invitada                                    |           |
|  | Lilit Mkrtchian      | Invitada                                    |           |
|  | Batkhuyag Munguntuul | Invitada                                    |           |
|  | Martha Fierro        | Invitada                                    |           |
|  | Baira Kovanova       | Reemplazo                                   |           |
|  | Ju Wenjun            | Reemplazo                                   |           |

## Desempates
Con el objetivo de determinar un único ganador claro para jugar en el Challenger Match y en el caso de que dos o más jugadores tengan los mismos puntos acumulados en la parte superior, se utilizarán los siguientes criterios (en orden descendente) para decidir el ganador general:
1. El cuarto resultado no está ya entre las tres mejores actuaciones.
2. El número de total puntos totales anotados en los cuatro torneos.
3. El número de primeros puestos
4. El número de segundos puestos
5. El número de juegos ganados
6. Sorteo

## Resultados

### Clasificación final
|    | Jugadora             | Estanbul | Nanjing | Nalchik | Jermuk | Ulaanbaatar | Doha | Jugados | Mejores 3 |
| -- | -------------------- | -------- | ------- | ------- | ------ | ----------- | ---- | ------- | --------- |
| 1  | Hou Yifan            | 120      |         | 130     | (70)   | 160         |      | 4       | 410       |
| 2  | Humpy Koneru         | 160      |         | (70)    |        | 93⅓         | 145  | 4       | 398⅓      |
| 3  | Nana Dzagnidze       |          | 130     | 100     | 160    |             | (80) | 4       | 390       |
| 4  | Tatiana Kosintseva   |          |         | 160     | 130    | 93⅓         |      | 3       | 383⅓      |
| 5  | Elina Danielian      | 120      |         | (10)    | 93⅓    |             | 145  | 4       | 358⅓      |
| 6  | Zhao Xue             | 90       | 110     | (40)    |        | 93⅓         |      | 4       | 293⅓      |
| 7  | Xu Yuhua             |          | 160     |         | (30)   | 60          | 55   | 4       | 275       |
| 8  | Marie Sebag          | 80       | 80      |         |        | (30)        | 110  | 4       | 270       |
| 9  | Antoaneta Stefanova  | 45       |         |         | 93⅓    | 130         | (20) | 4       | 268⅓      |
| 10 | Pia Cramling         | 65       |         | 100     | (55)   |             | 80   | 4       | 245       |
| 11 | Lilit Mkrtchian      |          | 80      | 40      | 93⅓    |             | (35) | 4       | 213⅓      |
| 12 | Maia Chiburdanidze   | 45       |         |         | (40)   | 70          | 80   | 4       | 195       |
| 12 | Batkhuyag Munguntuul |          | 50      | 70      |        | (20)        | 55   | 4       | 175       |
| 14 | Shen Yang            | (25)     | 60      |         | 55     | 45          |      | 4       | 160       |
| 15 | Zhu Chen             |          | 30      | 70      |        | 45          | (10) | 4       | 145       |
| 16 | Martha Fierro        | 65       | 20      |         | (10)   |             | 35   | 4       | 120       |
| 17 | Baira Kovanova       |          | 40      | 40      | 20     |             |      | 3       | 100       |
| 18 | Ju Wenjun            |          | 80      |         |        |             |      | 1       | 80        |
| 19 | Betul Cemre Yildiz   | 10       | 10      | 20      |        | (10)        |      | 4       | 40        |
| 20 | Zeinab Mamedyarova   | 25       |         |         |        |             |      | 1       | 25        |

### Estambul
|    | Jugadora            | Elo  | 1 | 2 | 3 | 4 | 5 | 6 | 7 | 8 | 9 | 10 | 11 | 12 | Pts. |
| -- | ------------------- | ---- | - | - | - | - | - | - | - | - | - | -- | -- | -- | ---- |
| 1  | Koneru Humpy        | 2621 |   | 1 | 0 | ½ | 1 | 1 | 1 | 1 | 1 | ½  | 1  | ½  | 8½   |
| 2  | Elina Danielian     | 2496 | 0 |   | ½ | 1 | 1 | ½ | 1 | 1 | 1 | ½  | ½  | 1  | 8    |
| 3  | Hou Yifan           | 2571 | 1 | ½ |   | 0 | ½ | 1 | 1 | 1 | ½ | ½  | 1  | 1  | 8    |
| 4  | Zhao Xue            | 2508 | ½ | 0 | 1 |   | 0 | 1 | 1 | ½ | ½ | 1  | 1  | 1  | 7½   |
| 5  | Marie Sebag         | 2529 | 0 | 0 | ½ | 1 |   | ½ | 1 | 0 | ½ | ½  | 1  | 1  | 6    |
| 6  | Pia Cramling        | 2548 | 0 | ½ | 0 | 0 | ½ |   | 0 | 1 | 1 | 1  | ½  | 1  | 5½   |
| 7  | Martha Fierro       | 2403 | 0 | 0 | 0 | 0 | 0 | 1 |   | ½ | 1 | 1  | 1  | 1  | 5½   |
| 8  | Antoaneta Stefanova | 2557 | 0 | 0 | 0 | ½ | 1 | 0 | ½ |   | ½ | ½  | 1  | 1  | 5    |
| 9  | Maia Chiburdanidze  | 2516 | 0 | 0 | ½ | ½ | ½ | 0 | 0 | ½ |   | 1  | 1  | 1  | 5    |
| 10 | Shen Yang           | 2448 | ½ | ½ | ½ | 0 | ½ | 0 | 0 | ½ | 0 |    | 0  | 0  | 2½   |
| 11 | Zeinab Mamedyarova  | 2362 | 0 | ½ | 0 | 0 | 0 | ½ | 0 | 0 | 0 | 1  |    | ½  | 2½   |
| 12 | Betul Cemre Yildiz  | 2214 | ½ | 0 | 0 | 0 | 0 | 0 | 0 | 0 | 0 | 1  | ½  |    | 2    |

### Nanjing
|    | Jugadora             | Elo  | 1 | 2 | 3 | 4 | 5 | 6 | 7 | 8 | 9 | 10 | 11 | 12 | Pts. |
| -- | -------------------- | ---- | - | - | - | - | - | - | - | - | - | -- | -- | -- | ---- |
| 1  | Xu Yuhua             | 2485 |   | 0 | ½ | ½ | 1 | 1 | 1 | 0 | 1 | 1  | 1  | 1  | 8    |
| 2  | Nana Dzagnidze       | 2535 | 1 |   | ½ | 0 | ½ | 1 | 0 | ½ | 1 | 1  | 1  | 1  | 7½   |
| 3  | Zhao Xue             | 2542 | ½ | ½ |   | 1 | 0 | 0 | 1 | ½ | ½ | 1  | 1  | 1  | 7    |
| 4  | Marie Sebag          | 2519 | ½ | 1 | 0 |   | ½ | 1 | 0 | 1 | 0 | 1  | ½  | 1  | 6½   |
| 5  | Lilit Mkrtchian      | 2468 | 0 | ½ | 1 | ½ |   | ½ | ½ | ½ | ½ | ½  | 1  | 1  | 6½   |
| 6  | Ju Wenjun            | 2443 | 0 | 0 | 1 | 0 | ½ |   | 1 | 1 | ½ | ½  | 1  | 1  | 6½   |
| 7  | Shen Yang            | 2453 | 0 | 1 | 0 | 1 | ½ | 0 |   | ½ | ½ | 1  | ½  | 1  | 6    |
| 8  | Batkhuyag Munguntuul | 2418 | 1 | ½ | ½ | 0 | ½ | 0 | ½ |   | ½ | 0  | 1  | 1  | 5½   |
| 9  | Baira Kovanova       | 2408 | 0 | 0 | ½ | 1 | ½ | ½ | ½ | ½ |   | 0  | ½  | 1  | 5    |
| 10 | Zhu Chen             | 2488 | 0 | 0 | 0 | 0 | ½ | ½ | 0 | 1 | 1 |    | ½  | 1  | 4½   |
| 11 | Martha Fierro        | 2386 | 0 | 0 | 0 | ½ | 0 | 0 | ½ | 0 | ½ | ½  |    | 0  | 2    |
| 12 | Betul Cemre Yildiz   | 2224 | 0 | 0 | 0 | 0 | 0 | 0 | 0 | 0 | 0 | 0  | 1  |    | 1    |

### Nalchik
|    | Jugadora             | Elo  | 1 | 2 | 3 | 4 | 5 | 6 | 7 | 8 | 9 | 10 | 11 | 12 | Pts. |
| -- | -------------------- | ---- | - | - | - | - | - | - | - | - | - | -- | -- | -- | ---- |
| 1  | Tatiana Kosintseva   | 2536 |   | 1 | 1 | 1 | ½ | ½ | 1 | ½ | 1 | 1  | ½  | 1  | 9    |
| 2  | Hou Yifan            | 2585 | 0 |   | 0 | ½ | ½ | 1 | 1 | 1 | ½ | 1  | 1  | 1  | 7½   |
| 3  | Nana Dzagnidze       | 2535 | 0 | 1 |   | ½ | ½ | ½ | ½ | ½ | ½ | 1  | 1  | 1  | 7    |
| 4  | Pia Cramling         | 2535 | 0 | ½ | ½ |   | ½ | 1 | ½ | ½ | ½ | 1  | 1  | 1  | 7    |
| 5  | Koneru Humpy         | 2595 | ½ | ½ | ½ | ½ |   | 0 | 0 | 0 | 1 | ½  | 1  | 1  | 5½   |
| 6  | Zhu Chen             | 2488 | ½ | 0 | ½ | 0 | 1 |   | 0 | ½ | 1 | ½  | 1  | ½  | 5½   |
| 7  | Batkhuyag Munguntuul | 2418 | 0 | 0 | ½ | ½ | 1 | 1 |   | 0 | 1 | 0  | ½  | 1  | 5½   |
| 8  | Zhao Xue             | 2542 | ½ | 0 | ½ | ½ | 1 | ½ | 1 |   | 0 | 0  | 0  | 1  | 5    |
| 9  | Lilit Mkrtchian      | 2468 | 0 | ½ | ½ | ½ | 0 | 0 | 0 | 1 |   | 1  | 1  | ½  | 5    |
| 10 | Baira Kovanova       | 2408 | 0 | 0 | 0 | 0 | ½ | ½ | 1 | 1 | 0 |    | 1  | 1  | 5    |
| 11 | Betul Cemre Yildiz   | 2224 | ½ | 0 | 0 | 0 | 0 | 0 | ½ | 1 | 0 | 0  |    | ½  | 2½   |
| 12 | Elina Danielian      | 2489 | 0 | 0 | 0 | 0 | 0 | ½ | 0 | 0 | ½ | 0  | ½  |    | 1½   |

### Jermuk
|    | Jugadora            | Elo  | 1 | 2 | 3 | 4 | 5 | 6 | 7 | 8 | 9 | 10 | 11 | 12 | Pts. |
| -- | ------------------- | ---- | - | - | - | - | - | - | - | - | - | -- | -- | -- | ---- |
| 1  | Nana Dzagnidze      | 2535 |   | 1 | 1 | 1 | 1 | ½ | ½ | ½ | 1 | ½  | 1  | 1  | 9    |
| 2  | Tatiana Kosintseva  | 2536 | 0 |   | 0 | ½ | ½ | 1 | ½ | 1 | 1 | 1  | 1  | 1  | 7½   |
| 3  | Elina Danielian     | 2489 | 0 | 1 |   | ½ | 0 | ½ | ½ | 1 | 1 | ½  | 1  | ½  | 6½   |
| 4  | Lilit Mkrtchian     | 2468 | 0 | ½ | ½ |   | 1 | 0 | ½ | ½ | 1 | 1  | ½  | 1  | 6½   |
| 5  | Antoaneta Stefanova | 2527 | 0 | ½ | 1 | 0 |   | 0 | ½ | 1 | 1 | 1  | ½  | 1  | 6½   |
| 6  | Hou Yifan           | 2585 | ½ | 0 | ½ | 1 | 1 |   | 1 | 0 | ½ | 0  | ½  | 1  | 6    |
| 7  | Pia Cramling        | 2535 | ½ | ½ | ½ | ½ | ½ | 0 |   | ½ | 0 | ½  | 1  | 1  | 5½   |
| 8  | Shen Yang           | 2453 | ½ | 0 | 0 | ½ | 0 | 1 | ½ |   | ½ | ½  | 1  | 1  | 5½   |
| 9  | Maia Chiburdanidze  | 2506 | 0 | 0 | 0 | 0 | 0 | ½ | 1 | ½ |   | 1  | ½  | 1  | 4½   |
| 10 | Xu Yuhua            | 2485 | ½ | 0 | ½ | 0 | 0 | 1 | ½ | ½ | 0 |    | 1  | 0  | 4    |
| 11 | Baira Kovanova      | 2408 | 0 | 0 | 0 | ½ | ½ | ½ | 0 | 0 | ½ | 0  |    | 1  | 3    |
| 12 | Martha Fierro       | 2386 | 0 | 0 | ½ | 0 | 0 | 0 | 0 | 0 | 0 | 1  | 0  |    | 1½   |

### Ulaanbaatar
|    | Jugadora             | Elo  | 1 | 2 | 3 | 4 | 5 | 6 | 7 | 8 | 9 | 10 | 11 | 12 | Pts. |
| -- | -------------------- | ---- | - | - | - | - | - | - | - | - | - | -- | -- | -- | ---- |
| 1  | Hou Yifan            | 2585 |   | ½ | ½ | ½ | ½ | ½ | 1 | ½ | 1 | 1  | 1  | 1  | 8    |
| 2  | Antoaneta Stefanova  | 2527 | ½ |   | 0 | 0 | 1 | ½ | 1 | 1 | ½ | 1  | 1  | 1  | 7½   |
| 3  | Koneru Humpy         | 2595 | ½ | 1 |   | 0 | ½ | 1 | ½ | 1 | ½ | 1  | 0  | ½  | 6½   |
| 4  | Zhao Xue             | 2542 | ½ | 1 | 1 |   | 0 | 1 | 0 | 0 | 1 | ½  | ½  | 1  | 6½   |
| 5  | Tatiana Kosintseva   | 2536 | ½ | 0 | ½ | 1 |   | ½ | ½ | ½ | 1 | 0  | 1  | 1  | 6½   |
| 6  | Maia Chiburdanidze   | 2506 | ½ | ½ | 0 | 0 | ½ |   | 1 | ½ | 0 | 1  | 1  | 1  | 6    |
| 7  | Xu Yuhua             | 2485 | 0 | 0 | ½ | 1 | ½ | 0 |   | ½ | ½ | ½  | 1  | 1  | 5½   |
| 8  | Shen Yang            | 2453 | ½ | 0 | 0 | 1 | ½ | ½ | ½ |   | ½ | ½  | 0  | 1  | 5    |
| 9  | Zhu Chen             | 2488 | 0 | ½ | ½ | 0 | 0 | 1 | ½ | ½ |   | 1  | 1  | 0  | 5    |
| 10 | Marie Sebag          | 2519 | 0 | 0 | 0 | ½ | 1 | 0 | ½ | ½ | 0 |    | 1  | ½  | 4    |
| 11 | Batkhuyag Munguntuul | 2418 | 0 | 0 | 1 | ½ | 0 | 0 | 0 | 1 | 0 | 0  |    | 1  | 3½   |
| 12 | Betul Cemre Yildiz   | 2224 | 0 | 0 | ½ | 0 | 0 | 0 | 0 | 0 | 1 | ½  | 0  |    | 2    |

### Doha
|    | Jugadora             | Elo  | 1 | 2 | 3 | 4 | 5 | 6 | 7 | 8 | 9 | 10 | 11 | 12 | Pts. |
| -- | -------------------- | ---- | - | - | - | - | - | - | - | - | - | -- | -- | -- | ---- |
| 1  | Koneru Humpy         | 2595 |   | 1 | ½ | ½ | 0 | 1 | 1 | ½ | 1 | 1  | ½  | 1  | 8    |
| 2  | Elina Danielian      | 2489 | 0 |   | 1 | 0 | 1 | 1 | 1 | 1 | ½ | 1  | ½  | 1  | 8    |
| 3  | Marie Sebag          | 2519 | ½ | 0 |   | 1 | 1 | ½ | 0 | 1 | ½ | 1  | ½  | 1  | 7    |
| 4  | Pia Cramling         | 2535 | ½ | 1 | 0 |   | 1 | ½ | 0 | 0 | ½ | ½  | 1  | ½  | 5½   |
| 5  | Nana Dzagnidze       | 2536 | 1 | 0 | 0 | 0 |   | ½ | 1 | 1 | 1 | 0  | 1  | 0  | 5½   |
| 6  | Maia Chiburdanidze   | 2506 | 0 | 0 | ½ | ½ | ½ |   | 0 | 1 | 1 | 1  | ½  | ½  | 5½   |
| 7  | Batkhuyag Munguntuul | 2418 | 0 | 0 | 1 | 1 | 0 | 1 |   | 0 | ½ | 0  | ½  | 1  | 5    |
| 8  | Xu Yuhua             | 2485 | ½ | 0 | 0 | 1 | 0 | 0 | 1 |   | 0 | 1  | 1  | ½  | 5    |
| 9  | Lilit Mkrtchian      | 2468 | 0 | ½ | ½ | ½ | 0 | 0 | ½ | 1 |   | ½  | 0  | 1  | 4½   |
| 10 | Martha Fierro        | 2386 | 0 | 0 | 0 | ½ | 1 | 0 | 1 | 0 | ½ |    | ½  | 1  | 4½   |
| 11 | Antoaneta Stefanova  | 2527 | ½ | ½ | ½ | 0 | 0 | ½ | ½ | 0 | 1 | ½  |    | 0  | 4    |
| 12 | Zhu Chen             | 2488 | 0 | 0 | 0 | ½ | 1 | ½ | 0 | ½ | 0 | 0  | 1  |    | 3½   |